# 聖迪濟耶
圣迪济耶（法語：Saint-Dizier，法語發音：[sɛ̃.di.zje]），法国东北部城市，大东部大区上马恩省的一个市镇，同时也是该省的一个副省会，下辖圣迪济耶区，其市镇面积为47.7平方公里，2022年1月1日时人口数量为22,811人，是该省人口最多的市镇，在法国城市中排名第370位。
圣迪济耶位于上马恩省北部，马恩河畔，与马恩省及默兹省接壤，是一个区域性的中心城市和交通枢纽，因和路雪法国工厂及其标志性建筑食品厂方塔而闻名。

## 地名来源
“圣迪济耶”一名的来源于主教朗格勒的迪迪埃。

## 历史

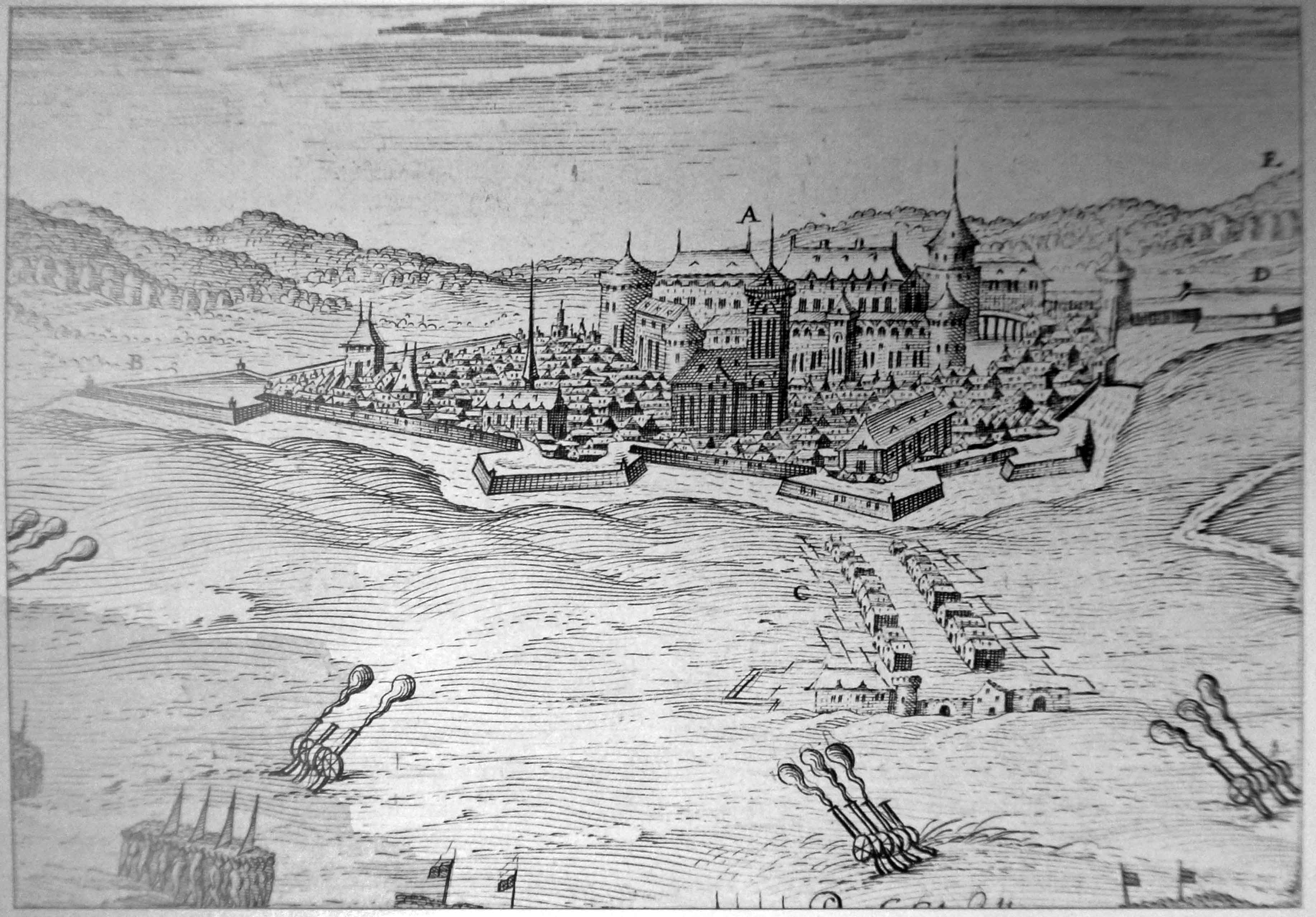
圣迪济耶围城战

圣迪济耶历史悠久，新石器时期已出现城镇，罗马人入侵后将其命名为“奥洛纳”（Olona），公元3世纪时昂德曼图努姆主教朗格勒的迪迪埃在此修建了一处教堂，并以其命名。中世纪时，圣迪济耶长期为一处封建庄园主的领地，其中当皮埃尔的居伊二世与佛兰德伯爵玛格丽特于1227年联姻，在圣迪济耶附近修建了圣庞塔莱翁修道院，成为朗格勒教区内的重要宗教建筑。公元1544年，圣迪济耶成为法兰西王国和哈布斯堡王朝的边境地区，被查理五世所包围，并遭受了七个月的围困，最终帝国军队未能攻下此城。根据1544年9月的《克雷皮条约》，圣迪济耶成为法兰西皇室领土。1755年，一场大火烧毁了圣迪济耶城区内包括教堂在内的四分之三的区域。工业革命时期，马恩河沿岸运河建成使得圣迪济耶成为重要的工业和交通中心。第二次世界大战期间，圣迪济耶西侧被纳粹德国开辟成为空军基地，这导致圣迪济耶成为联军解放过程中重要的轰炸目标。1946年，原瓦西区的副省政府迁至圣迪济耶，圣迪济耶由此成为一个副省会，原瓦西区也更名为圣迪济耶区。1951年，当地的企业家奥尔蒂兹兄弟（Ortiz）创立的冰淇淋工厂，成为当地主要的工业部门，后于1994年被联合利华收归，成为和路雪法国工厂。

## 地理

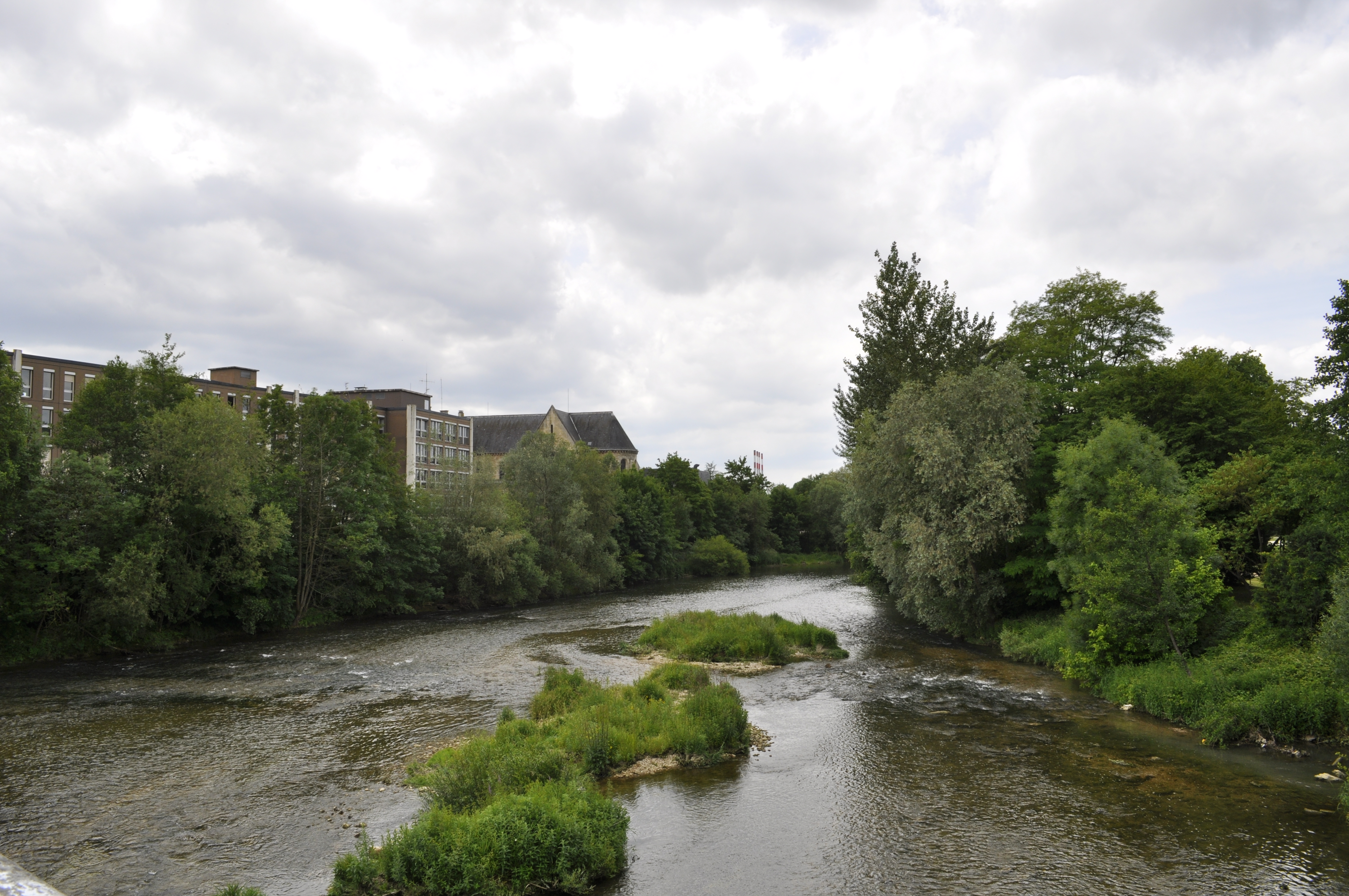
马恩河圣迪济耶段

圣迪济耶位于法国东北部，大东部大区中部偏西和上马恩省北部，距离省会肖蒙大约73公里。与圣迪济耶接壤的市镇包括：特鲁瓦方丹拉拜、贝唐库尔拉费雷、尚斯奈、厄尔维尔-比安维尔、阿利尼库尔、安贝库尔、拉讷维尔欧蓬、穆瓦兰、马恩河畔罗什、瓦尔库尔、维利耶昂略、昂塞维尔。

### 地形
圣迪济耶位于马恩河河谷之中，境内以平原和浅丘为主，地势平坦，全境海拔在123到205米之间。

### 水文
马恩河自东向西流经境内，属于塞纳河水系，人口开凿的马恩河运河则从其南部经过。

### 植被
圣迪济耶属于温带落叶林区，市区南部和西部分布有大片林地。

### 气候
圣迪济耶在柯本气候分类法中属于温带海洋性气候，因距离海岸线相对较远，故当地有时又出现大陆性特征，表现为年温差大于同气候区的沿海地区。
圣迪济耶境内设有气象站，以下为该气象站的数据：
| 圣迪济耶1981年－2019年 | 圣迪济耶1981年－2019年 | 圣迪济耶1981年－2019年 | 圣迪济耶1981年－2019年 | 圣迪济耶1981年－2019年 | 圣迪济耶1981年－2019年 | 圣迪济耶1981年－2019年 | 圣迪济耶1981年－2019年 | 圣迪济耶1981年－2019年 | 圣迪济耶1981年－2019年 | 圣迪济耶1981年－2019年 | 圣迪济耶1981年－2019年 | 圣迪济耶1981年－2019年 | 圣迪济耶1981年－2019年 |
| 月份                   | 1月                    | 2月                    | 3月                    | 4月                    | 5月                    | 6月                    | 7月                    | 8月                    | 9月                    | 10月                   | 11月                   | 12月                   | 全年                   |
| ---------------------- | ---------------------- | ---------------------- | ---------------------- | ---------------------- | ---------------------- | ---------------------- | ---------------------- | ---------------------- | ---------------------- | ---------------------- | ---------------------- | ---------------------- | ---------------------- |
| 历史最高温 °C（°F）    | 17.7 (63.9)            | 22.6 (72.7)            | 25.2 (77.4)            | 29.4 (84.9)            | 33.1 (91.6)            | 38.1 (100.6)           | 41.4 (106.5)           | 40.4 (104.7)           | 33.7 (92.7)            | 29.2 (84.6)            | 23.4 (74.1)            | 18.6 (65.5)            | 41.4 (106.5)           |
| 平均高温 °C（°F）      | 6.1 (43.0)             | 7.6 (45.7)             | 11.7 (53.1)            | 15.4 (59.7)            | 19.7 (67.5)            | 22.8 (73.0)            | 25.5 (77.9)            | 25.1 (77.2)            | 20.8 (69.4)            | 16 (61)                | 10 (50)                | 6.6 (43.9)             | 15.6 (60.1)            |
| 日均气温 °C（°F）      | 3.2 (37.8)             | 3.9 (39.0)             | 7.3 (45.1)             | 10.2 (50.4)            | 14.4 (57.9)            | 17.4 (63.3)            | 19.8 (67.6)            | 19.4 (66.9)            | 15.7 (60.3)            | 11.9 (53.4)            | 6.8 (44.2)             | 3.9 (39.0)             | 11.2 (52.2)            |
| 平均低温 °C（°F）      | 0.3 (32.5)             | 0.3 (32.5)             | 2.8 (37.0)             | 4.9 (40.8)             | 9.1 (48.4)             | 12 (54)                | 14.1 (57.4)            | 13.7 (56.7)            | 10.6 (51.1)            | 7.7 (45.9)             | 3.6 (38.5)             | 1.3 (34.3)             | 6.7 (44.1)             |
| 历史最低温 °C（°F）    | −20.5 (−4.9)           | −22.5 (−8.5)           | −13.6 (7.5)            | −6 (21)                | −3 (27)                | 1.3 (34.3)             | 0 (32)                 | 0 (32)                 | 0.2 (32.4)             | −5.1 (22.8)            | −11.7 (10.9)           | −17.3 (0.9)            | −22.5 (−8.5)           |
| 平均降水量 mm（）      | 71.8 (2.83)            | 60.5 (2.38)            | 66.2 (2.61)            | 60.2 (2.37)            | 72.4 (2.85)            | 65.9 (2.59)            | 70.4 (2.77)            | 68.8 (2.71)            | 74.2 (2.92)            | 78.6 (3.09)            | 69.5 (2.74)            | 85.2 (3.35)            | 843.7 (33.22)          |
| 月均日照時數           | 66.4                   | 80.3                   | 136.8                  | 174.2                  | 210.7                  | 220                    | 228                    | 220.5                  | 166.3                  | 117.7                  | 58.4                   | 47.6                   | 1,726.9                |
| 来源：infoclimat.fr    |                        |                        |                        |                        |                        |                        |                        |                        |                        |                        |                        |                        |                        |

## 行政区划

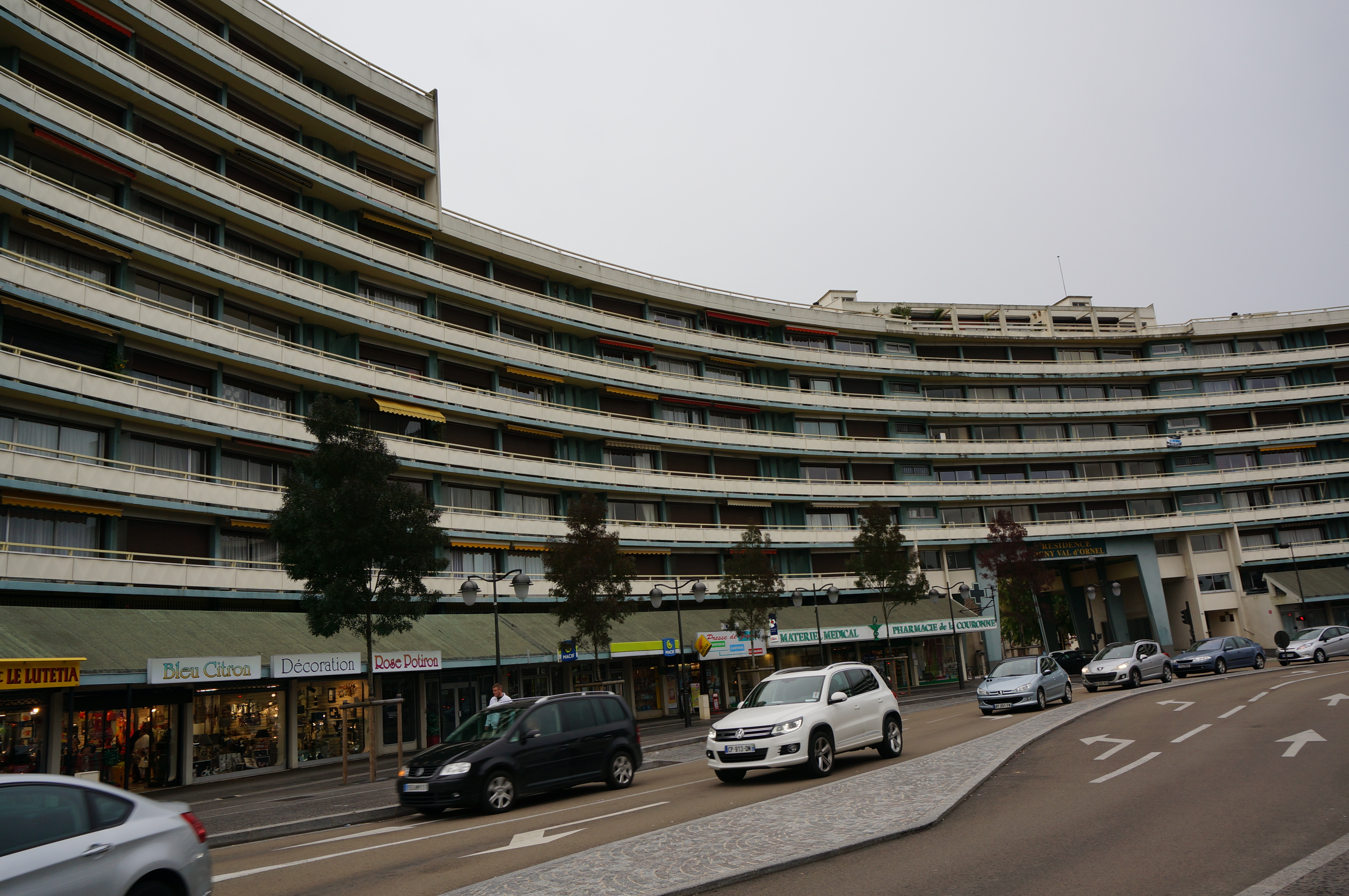
日尼街区内的一处现代建筑

圣迪济耶是法国大东部大区上马恩省的一个市镇，编号为52448，它也是上马恩省的一个副省会。圣迪济耶下辖圣迪济耶区，管理圣迪济耶第一县、第二县和第三县，同时也是圣迪济耶城市圈公共社区的办公驻地。
圣迪济耶市镇范围大致可分为以下七个街区：
- 中心，圣迪济耶历史街区
- 努，位于市区西部，是圣迪济耶历史街区的组成部分
- 日尼，位于市区东部，是圣迪济耶历史街区的组成部分
- 绿树林（法语：Vert-Bois），音译为“韦尔布瓦”，位于市区东北部，主要为集中式居民区
- 马尔纳瓦勒（Marnaval），位于市区东部，20世纪后形成居民区
- 莫尔捷苗圃（Clos Mortier），位于市区南部，是重要的开放式商业街区
- 唐布里讷（Tambourine），位于市区北部，马恩河右岸，是主要的工业区

法国国家统计与经济研究所（简称）在进行数据统计时，将圣迪济耶及相邻的另外5个市镇设为圣迪济耶城市核心区，并将包括核心区在内的周边共43个市镇划为圣迪济耶城市区。同时，还将圣迪济耶市镇分为了14个“块区”（IRIS），以便于统计人口分布情况。

## 交通

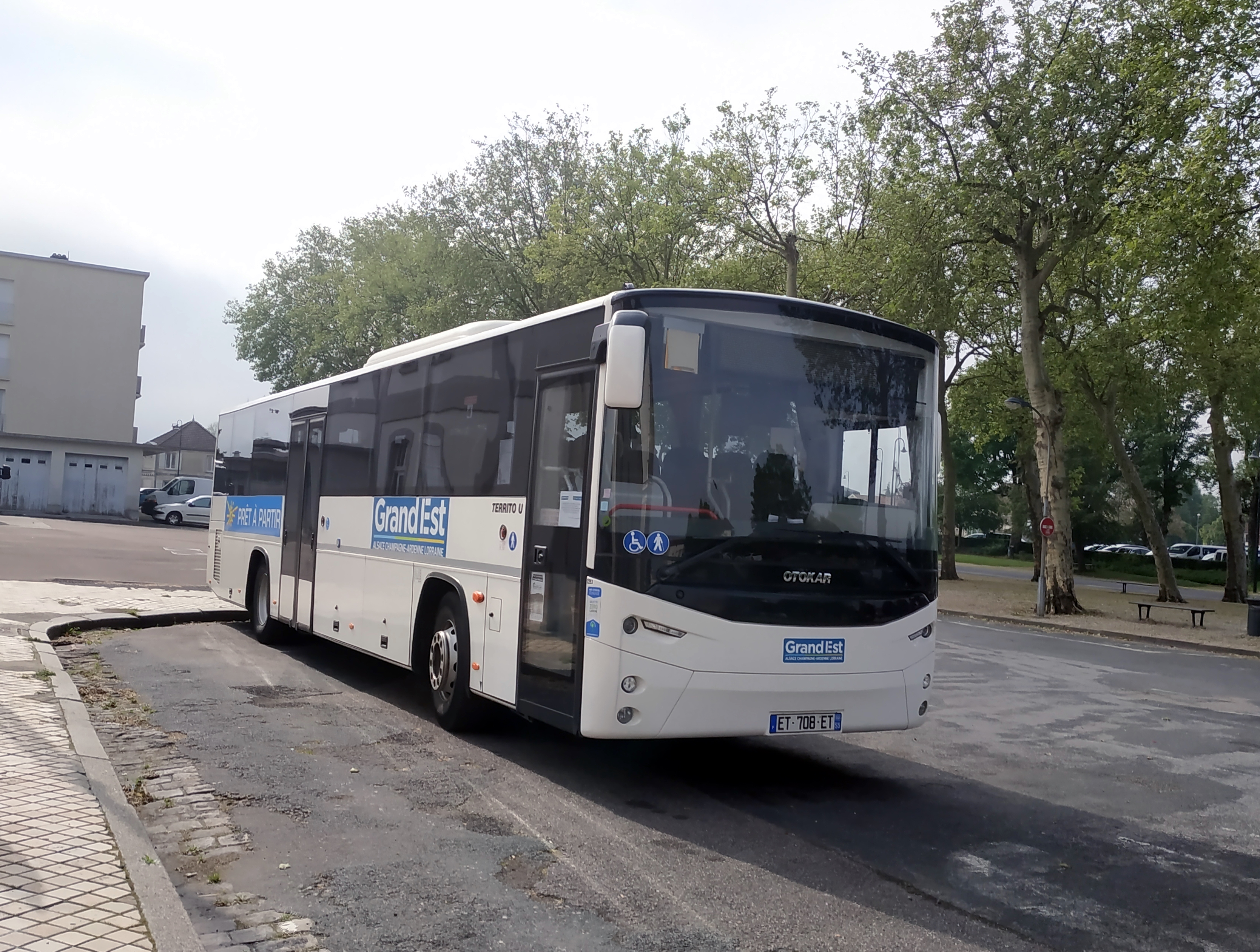
圣迪济耶街头停放的一辆城际巴士

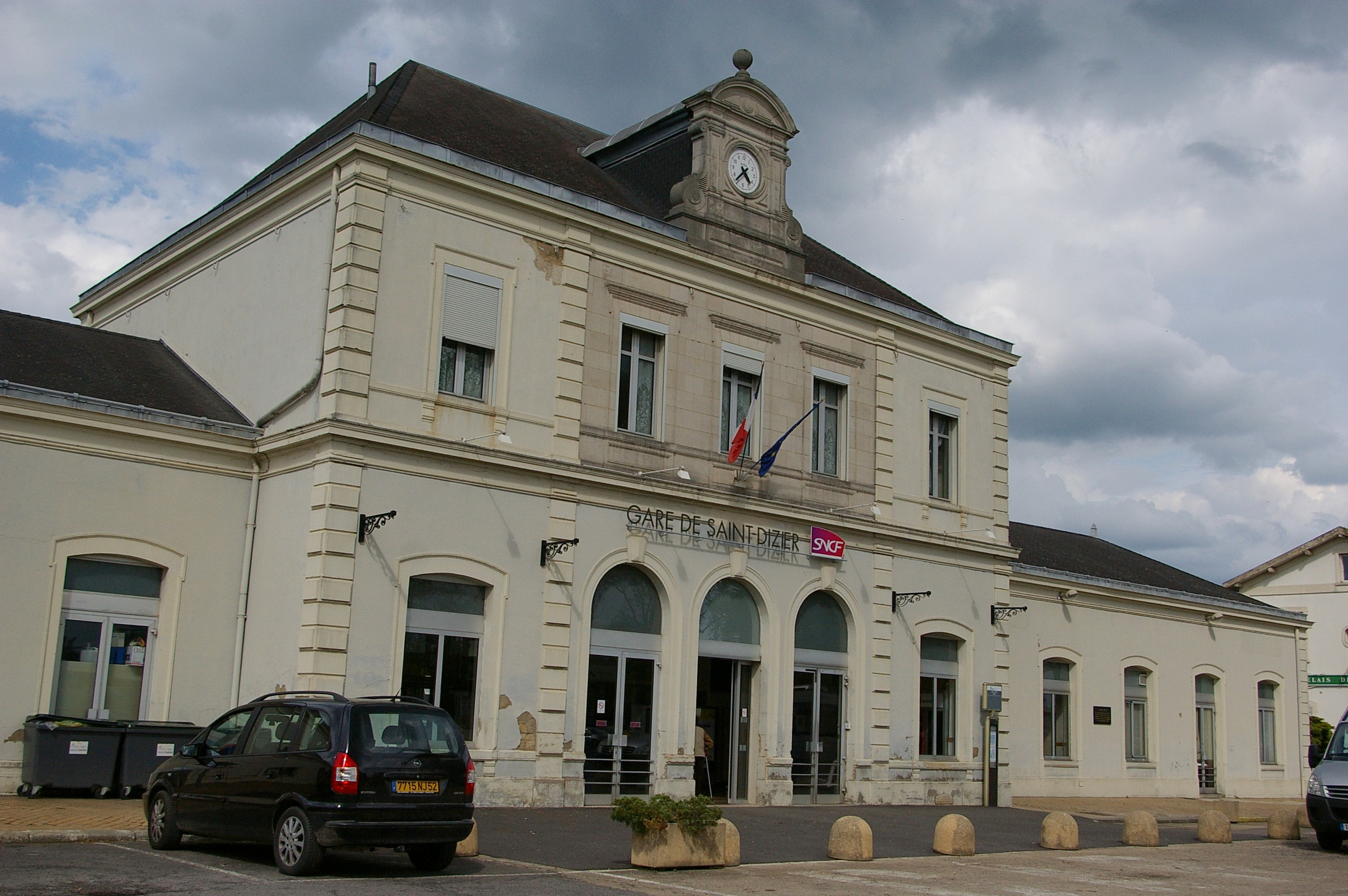
圣迪济耶火车站

### 公路
法国国道N4线、N67线和多条上马恩省省道在圣迪济耶境内交汇，城际巴士可前往巴勒迪克、维特里勒弗朗索瓦和肖蒙，另有校车线路可前往周边部分市镇。
2016年，64.3%的圣迪济耶家庭拥有至少一辆的私人汽车。同年，圣迪济耶境内共发生各类交通事故8起，造成1人遇难，7人受伤。

### 铁路
圣迪济耶位于布莱姆-欧西涅蒙－肖蒙铁路上，该铁路纵贯上马恩省，是一条重要的地方铁路。圣迪济耶站位于市区北部，停靠往返于兰斯和第戎一线的区域列车，途径香槟沙隆、肖蒙、朗格勒等地，同时也是马恩河谷号列车的一个终点。

### 航空
距离圣迪济耶最近的民用航空站为沙隆瓦特里机场，距离圣迪济耶市中心的公路里程约80公里。

### 城市公共交通
圣迪济耶城市公共交通（商业名称为）是当地的城市公共交通系统，截至2020年9月，该系统包括3条公交线路，路网覆盖了市区内的主要街道。

## 政治

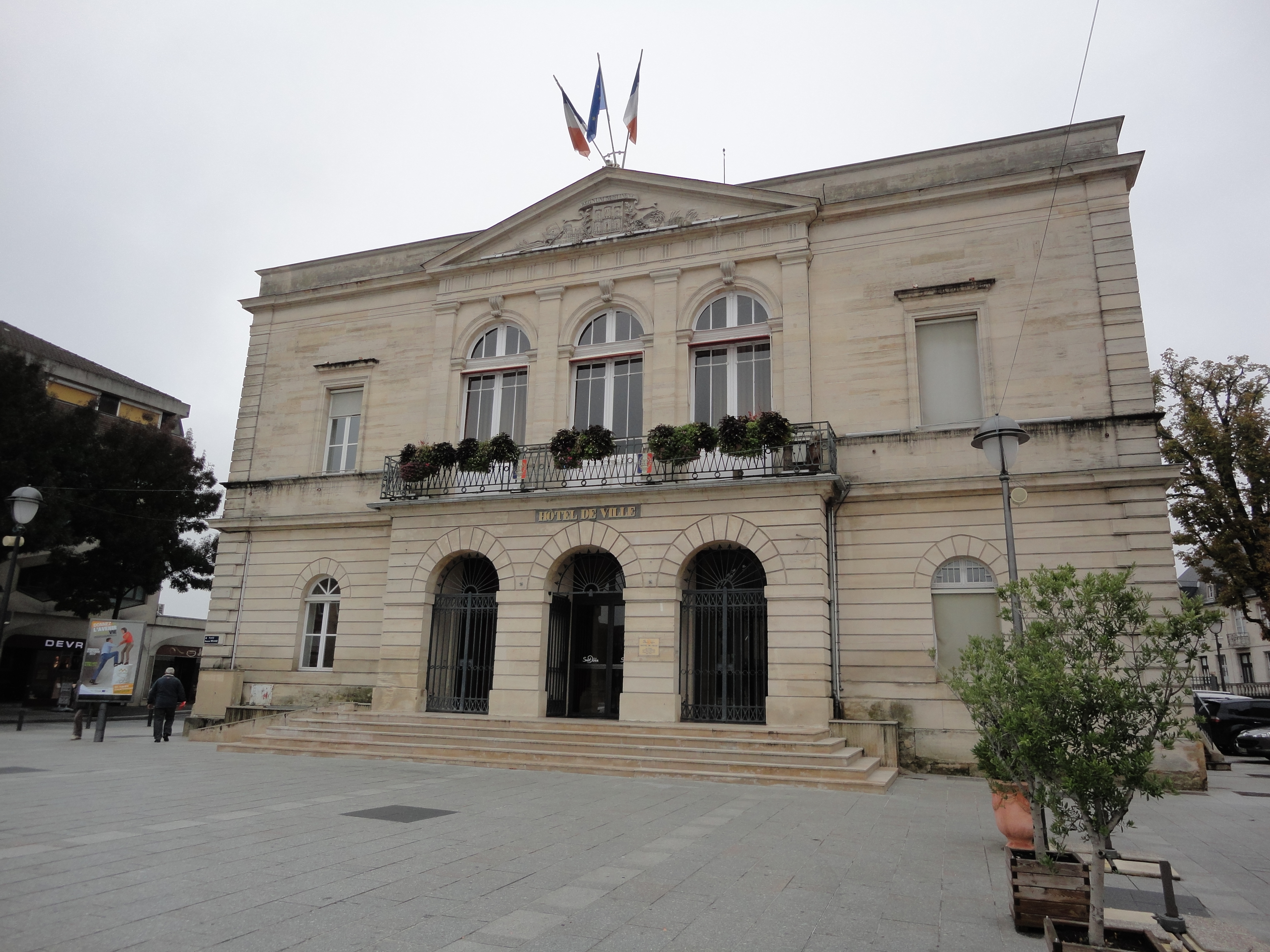
圣迪济耶市政厅

圣迪济耶的现任市长为康坦·布里耶尔先生（Quentin Brière），他是共和的一名成员，在2020年的市政选举中获得了50.05%的支持率。
在2017年的法国总统大选中，法国第25任总统埃马纽埃尔·马克龙在圣迪济耶获得了51.49%的支持率。
| 圣迪济耶历届市长 |                        |                                       |
| 任期             | 市长                   | 党派                                  |
| 1944年－1971年   | 鲁尔·洛朗              | SFIO工人国际法国支部 →UNR新共和国联盟 |
| 1971年－1989年   | 马里尤斯·卡尔蒂耶      | PCF法国共产党                         |
| 1989年－1995年   | 居伊·尚夫罗            | PS社会党                              |
| 1995年－2017年   | 弗朗索瓦·科尔尼-让蒂耶 | LR共和黨                              |
| 2017年－2020年   | 埃利萨贝特·罗贝尔-德奥 | LR共和黨                              |
| 2020年－         | 康坦·布里耶尔          | LR共和黨                              |

## 人口
2017年，圣迪济耶市镇人口数量为24,012，在法国排名第370位。其中男性11,929人，女性13,003人，75岁及以上人口占9.9%，外籍人口数量为1,461人，人口密度为504人/平方公里，当地男性居民被称为或，女性居民则被称为或。2018年，圣迪济耶境内出生254人，死亡人口282人。
| 年份   | 1936   | 1946   | 1954   | 1962   | 1968   | 1975   | 1982   | 1990   | 1999   | 2006   | 2011   | 2016   | 2017   |
| ------ | ------ | ------ | ------ | ------ | ------ | ------ | ------ | ------ | ------ | ------ | ------ | ------ | ------ |
| 人口數 | 19,149 | 19,532 | 25,515 | 34,407 | 36,616 | 37,266 | 35,189 | 33,552 | 30,900 | 26,972 | 24,825 | 24,932 | 24,012 |

## 经济
圣迪济耶是一个区域性的中心城市，默兹-上马恩省工商会驻地，当地共有各类用人单位2,598家，平均历史为18年，行政、医疗及社会服务是当地的主要就业岗位类型。

## 财政收入
2018年，圣迪济耶的财政收入总额为19,158,500欧元，财政支出总额为11,957,300欧元，当年的债务总额为22,624,500欧元。
2014年，圣迪济耶的人均收入总额为2,430欧元，其中高职人员为4,063欧元，普通职员为1,808欧元。
2016年，圣迪济耶境内的青壮年（15至64岁）失业率为23.1%，当地32.4%的家庭拥有纳税资格。

## 社会事务

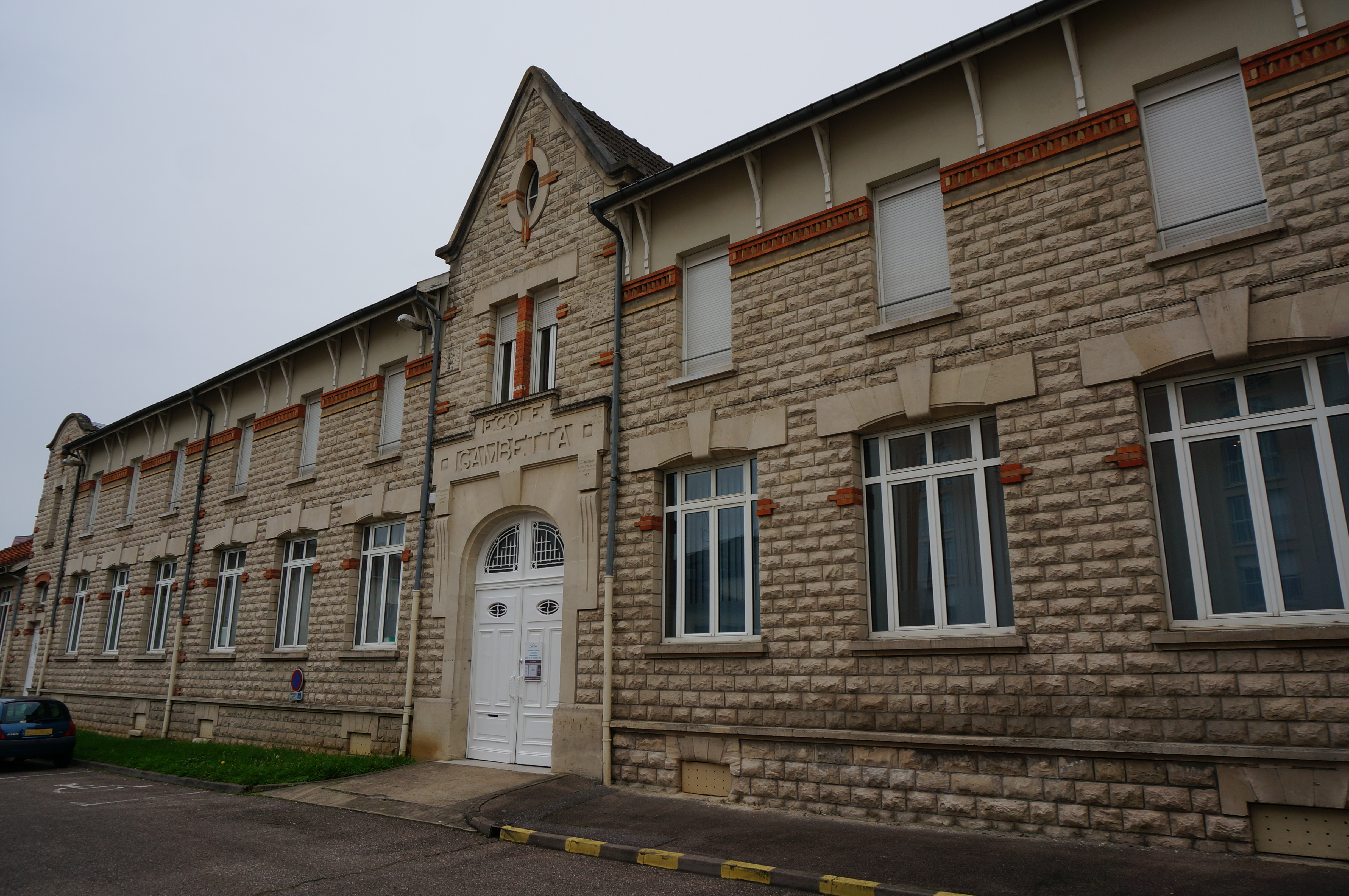
圣迪济耶甘必大学校

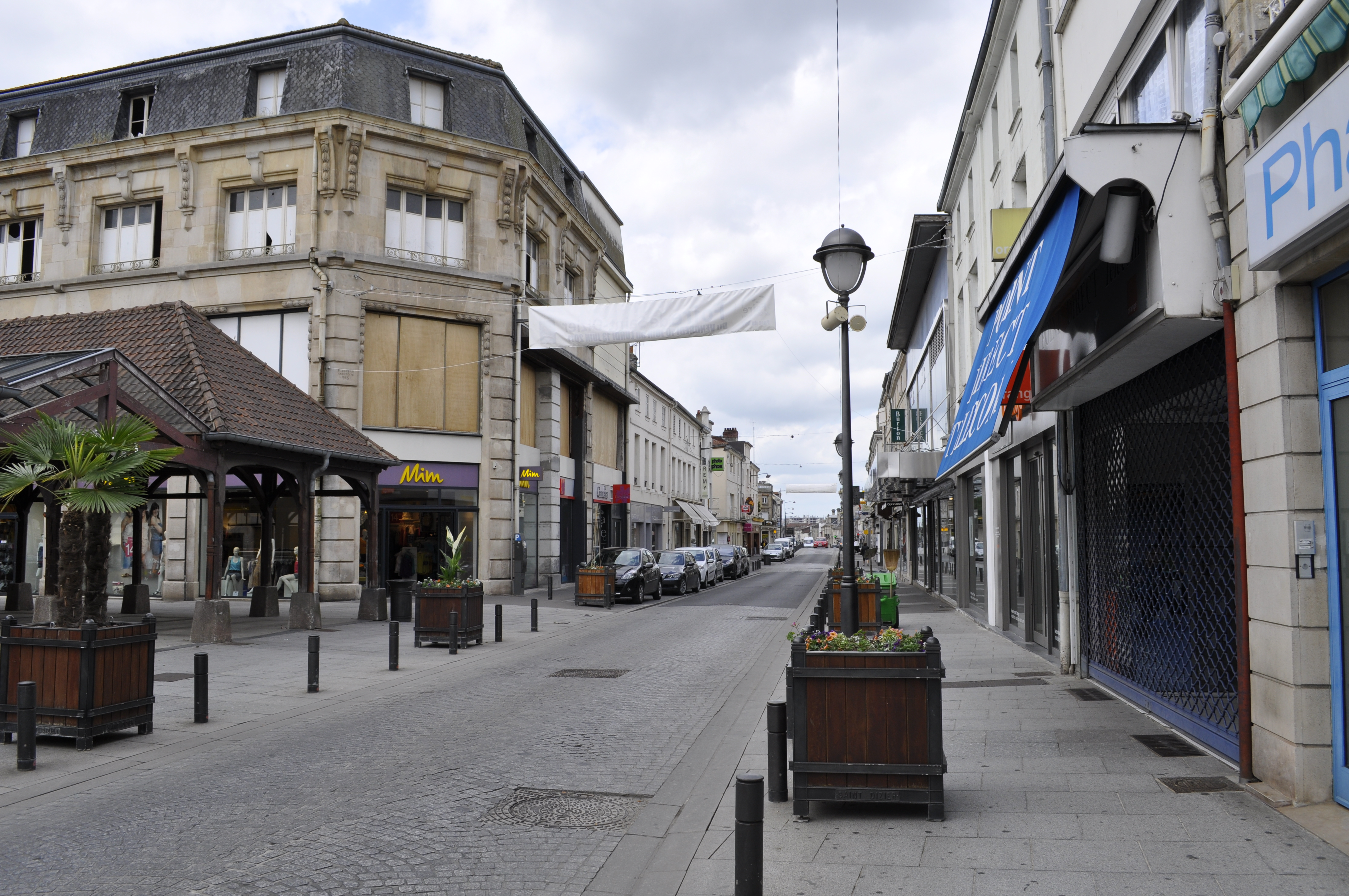
圣迪济耶街道

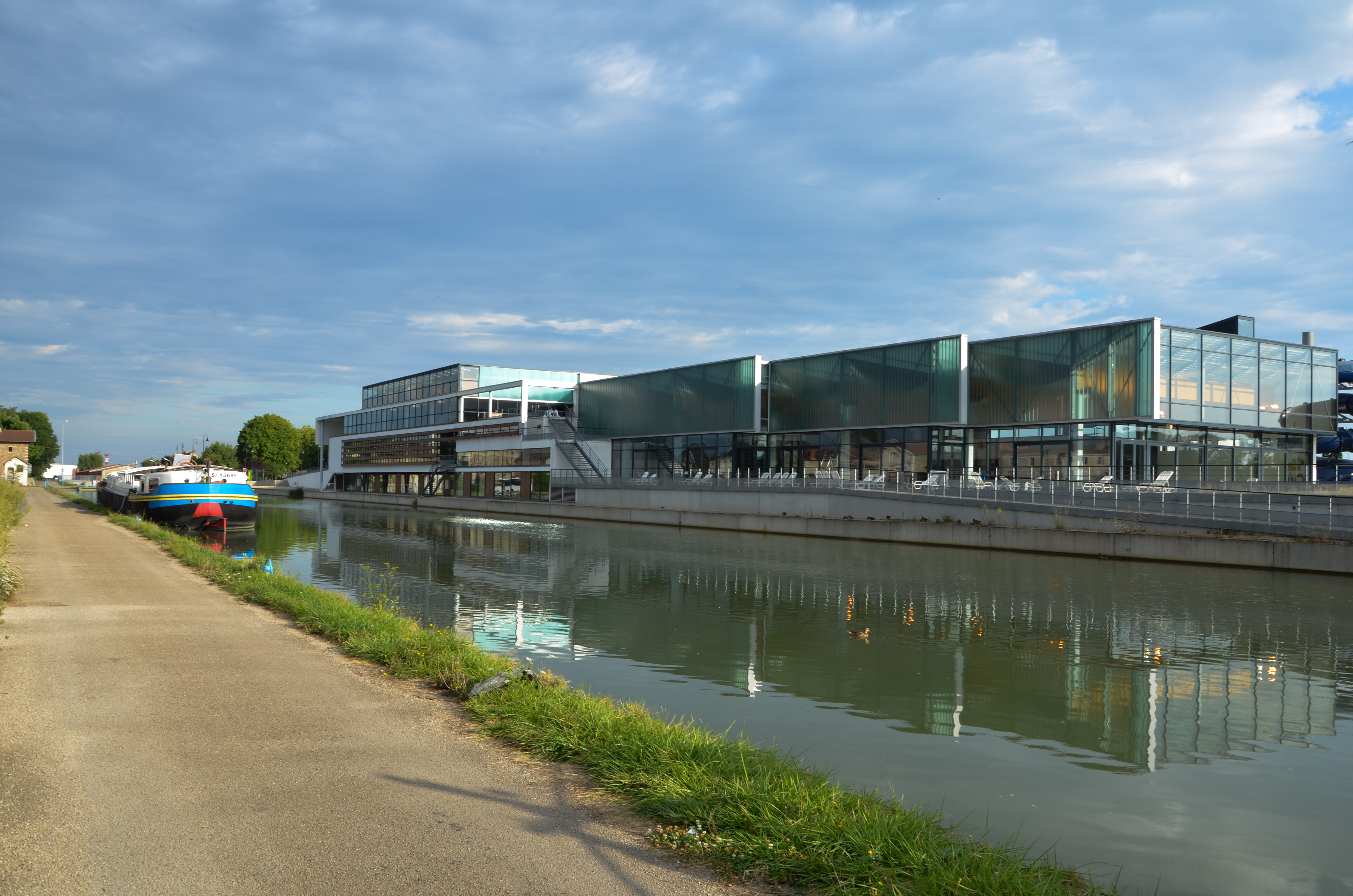
圣迪济耶市政游泳馆

### 教育
圣迪济耶属于兰斯学区。截止2018年1月1日，圣迪济耶境内共有6所幼儿园、10所小学、4所初级中学、3所普通高中和3所职业高中。2018至2019学年度，圣迪济耶境内共有在校中小学生3,324名。

### 医疗
截止2018年1月1日，圣迪济耶境内共有全科医生30名、保健师19名、牙医15名、护士29名、耳科医生1名、眼科医生1名、皮肤科医生2名、助产士2名、儿科医生1名和妇科医生2名。境内共有药房13家、养老院5家、残疾人帮扶中心9家。
圣迪济耶中心医院，全名为“热纳维耶芙·戴高乐·安托尼奥兹中心医院”（Centre hospitalier Geneviève de Gaulle Anthonioz），是法国的一个区域性医疗机构，主病区位于圣迪济耶市区，设有床位211个，是当地规模最大的公立综合性医院。

### 住房
2016年，圣迪济耶境内共有各类住房13,428套，其中85.7%为常住房屋。集中式居民区主要分布在市区东侧的绿树林街区。

### 商业
2017年，圣迪济耶境内共有各类商铺1,227家，其中餐饮服务类541家。市区南部建有大型开放式商业街区。

### 体育
2018年，圣迪济耶境内共有1家游泳池、9间健身房、2座综合体育场、16处网球场、1处马术场、5处足球或橄榄球场、6处篮球或排球场以及0处高尔夫球场。
圣迪济耶体育俱乐部（L'Espérance de Saint-Dizier）是当地的一支足球队，2020至2021赛季参加大东部大区足球联赛。

### 环境
圣迪济耶的环境事务由其所属的公共社区负责。2017年，圣迪济耶境内共有6家污染企业。

### 治安
法国空军113基地位于圣迪济耶市区西侧。
2014年，圣迪济耶及附近地区共发生各类案件1,751起，其中盗窃类案件919起，经济类案件162起，毒品交易类案件138起。

## 文化

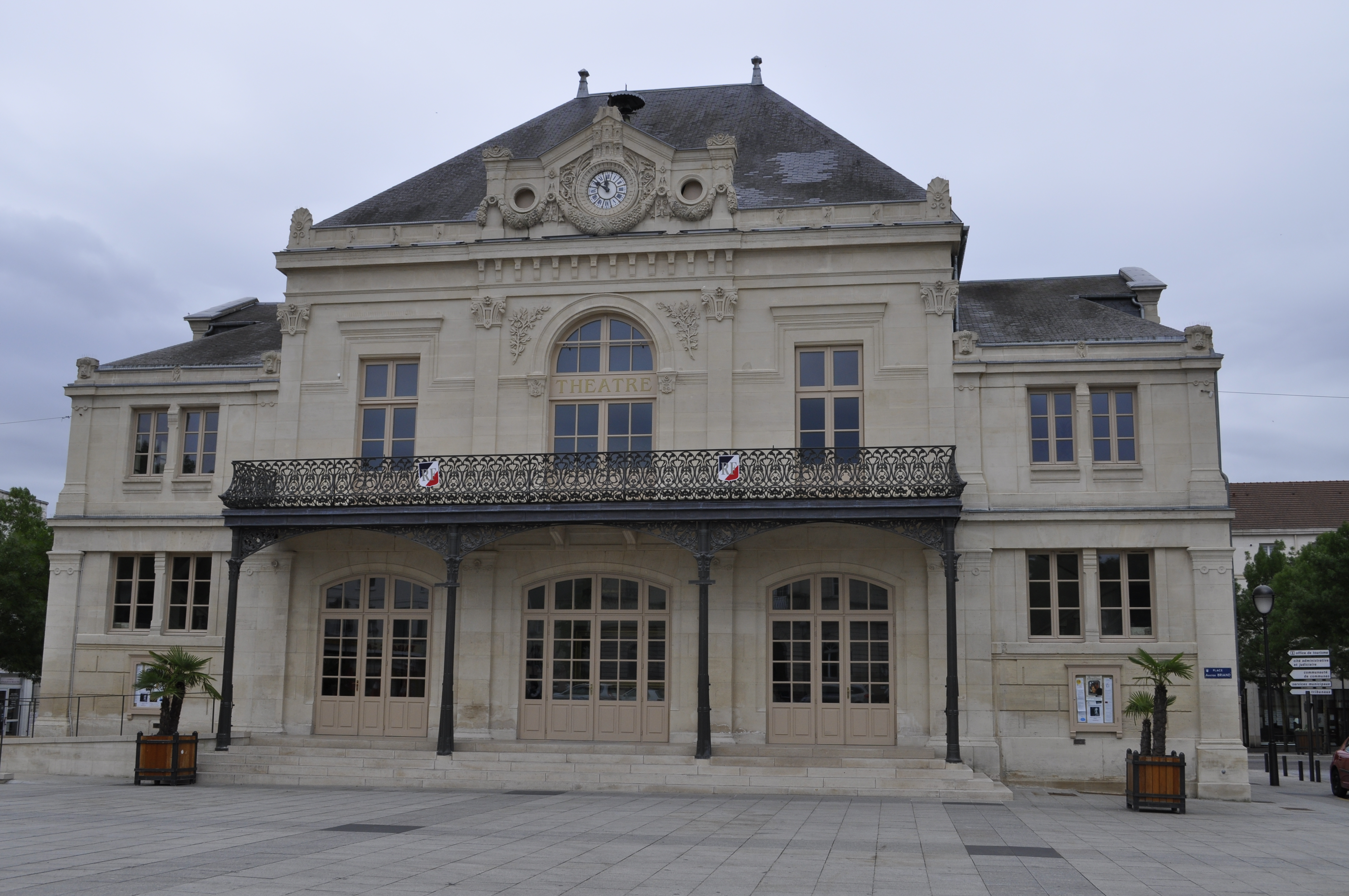
圣迪济耶市政剧场

2018年，圣迪济耶境内共有1个电影院、1个博物馆和1个音乐厅。圣迪济耶市政府提供多媒体中心，向公众全年开放。

### 建筑
圣迪济耶境内有多处法国国家文物保护单位，其中食品厂方塔、圣迪济耶城堡、小巴黎屋、圣迪济耶市政剧场等为当地的代表性建筑物。

### 旅游
圣迪济耶的旅游事务由其所属的公共社区负责。2020年，圣迪济耶境内共有6个宾馆共计213间房间。

### 媒体
法国主要的媒体均可在圣迪济耶接收，法国电视三台下属的大东部大区频道在部分时段播出圣迪济耶所属区域的地方新闻。

## 相关人物
法国指挥家让-保尔·佩内和柔道运动员阿克塞尔·科莱尔热出生于圣迪济耶。

## 友好城市
截至2020年9月，圣迪济耶共与一座城市互为友好城市关系：
- 德国 帕尔希姆